# 中松俊哉
中松 俊哉（なかまつ としや、1973年1月2日 - ）は、鹿児島県出身の日本の俳優である。

## 経歴
高校時代には野球部に所属していた。国士舘大学在学中より俳優活動をしている。
2001年に公開されたキム・テグワン監督映画『息もできない長いKISS』で初主演。同作品がロッテルダム国際映画祭に出品された際には、監督と一緒にオランダへ行っている。
2007年に映像制作ユニット・東京ゲリラムービーズを結成。中松自らが代表を務め、東京ゲリラムービーズ第1回作品『HYPO』では自身が企画・脚本・主演・プロデュースを行った。この作品で、メキシコ国際映画祭ではブロンズパルムアワード、ルナティックショートムービーフェスティバルでは清水崇賞を受賞している。
2010年、元光GENJIの大沢樹生との共同プロデュース映画『捜査線-LINE OVER-』を発表。

## 出演

### 映画
- 息もできない長いKISS
- 英二
- あぶない刑事フォーエヴァー
- 犬、走る
- HYPO
- 捜査線-LINE OVER-

### テレビドラマ
- 大河ドラマ（NHK）
  - 元禄繚乱（1999年）
  - 功名が辻（2006年）- 山内家家臣 役
  - 西郷どん（2018年）- 正助の上役 役
  - 青天を衝け（2021年）- 松平頼誠 役
- JIN-仁- 完結編
- MOZU Season1〜百舌の叫ぶ夜〜（2014年）- 小林 役
- 孤独のグルメ Season7 第6話 （2018年5月12日、テレビ東京）- 客 役
- 特捜9（2018年）- 大橋剛 役
- 連続テレビ小説 エール（2020年）- 関 役
- DCU 第2話（2022年1月23日、TBS）- 漁師 役
- 月曜プレミア8 今野敏サスペンス 憐情 警視庁強行犯係・樋口顕（2022年2月7日、テレビ東京）- 桑原 役
- 愛しい嘘〜優しい闇〜 第5話（2022年2月11日、テレビ朝日）
- 邪神の天秤 公安分析班 第5話（2022年3月13日、WOWOW）
- マイファミリー 第1話（2022年4月10日、TBS）
- 龍が如く〜Beyond the Game（2024年11/1、プライムビデオ）

### プロデュース
- HYPO
- 捜査線-LINE OVER-